# 마음작용 (대승아비달마집론·잡집론)
마음작용는 대승불교의 유식유가행파의 주요 논서인 무착이 저술한 《대승아비달마집론》과, 이 책의 주석서라고 할 수 있는, 안혜가 《대승아비달마집론》의 내용에 사자각의 주석을 더하여 편찬한 《대승아비달마잡집론》에서 설명하고 있는 심소법(心所法)이다. 마음작용에 대한 전체적 · 일반적 내용은 '마음작용 문서'에서 다루고 있다.
무착(無着, Asaṅga: 300?~390?)은 부파불교의 설일체유부(說一切有部), 근본설일체유부(根本說一切有部) 혹은 화지부(化地部)에 출가하였다가 후에 대승불교로 전향한 후 미륵과 함께 인도불교의 유식학의 총 3기 가운데 제1기의 논사로서 유식학의 성립에 결정적인 역할을 하였다. 사자각(師子覺)은 무착의 동생이자 제자로, 《대승아비달마잡집론》의 주석은 그의 주석이다. 안혜(安慧)는 인도 불교의 유식학의 제3기의 논사로, 10대 논사 가운데 한 명이다.
무착은 《대승아비달마집론》에서 마음작용[心所法]에 대해 대한 정의를 제공하고 있지 않으며, 다만 마음작용이 5온 가운데 수온과 상온 그리고 행온의 일부로써 구성된다는 것만을 밝히고 있다. 이러한 점은 안혜의 《대승아비달마잡집론》에서도 마찬가지이다. 한편, 무착은 자신의 다른 저서인 《현양성교론》에서는 마음작용[心所有法]이란 아뢰야식의 종자로부터 생겨난 법으로서, 마음(8식, 즉 심왕, 즉 심법)에 의지하여 일어나서 마음과 더불어 함께 전전[俱轉]하는, 마음과 상응(相應)하는 모든 법을 통칭하는 것이라고 정의하고 있다.
《대승아비달마집론》에서는 마음작용(심소법 또는 심소유법)에 속한 법들을 변행심소 · 별경심소 등의 그룹으로 분류하지 않고, 수(受) · 상(想)에서 심(尋) · 사(伺)까지 총 55가지의 마음작용을 그룹 구분없이 일괄 나열하고 있다. 이에 비해 《현양성교론》에서는 마음작용에 속한 법들로 작의(作意) · 촉(觸)에서 심(尋) · 사(伺)에 이르기까지 총 51가지 법을 들고 있으며, 이들 51가지 법들을 변행심소(遍行心所: 5가지) · 별경심소(別境心所: 5가지) · 선심소(善心所: 11가지) · 번뇌심소(煩惱心所: 현양성교론에서는 6가지, 대승아비달마잡집론에서는 10가지) · 수번뇌심소(隨煩惱心所: 20가지) · 부정심소(不定心所: 4가지)의 6그룹으로 나누고 있다. 《대승아비달마잡집론》에서는 주석에서 55가지의 마음작용이 이들 6그룹으로 나뉜다고 설명하고 있다.
마음작용에 속한 법으로 《대승아비달마집론》과 《대승아비달마잡집론》에서는 55가지의 법을 들고 있고 《현양성교론》에서는 51가지의 법을 들고 있으므로 그 개수에 차이가 있는데, 이것은 《현양성교론》에서의 견(見) 즉 염오견(染汚見)을 살가야견 · 변집견 · 견취견 · 계금취견 · 사견의 5견(五見)으로 세분하여 나열하고 있기 때문이다. 《현양성교론》에서는 견(見) 즉 염오견을 하나의 법으로 취급한 후 이것의 세분으로 5견을 논하고 있기 때문에, 세 논서에서 들고 있는 마음작용의 개수는 실제로는 동일하다.

## 정의
무착은 《대승아비달마집론》에서 마음작용[心所法]에 대해 대한 정의를 제공하고 있지 않으며, 다만 마음작용이 5온 가운데 수온과 상온 그리고 행온의 일부로써 구성된다는 것만을 밝히고 있다. 이러한 점은 안혜의 《대승아비달마잡집론》에서도 마찬가지이다.
그리고 《대승아비달마집론》와 《대승아비달마잡집론》에서는 수(受) · 상(想) · 사(思) · 작의(作意) · 촉(觸)에서 심(尋) · 사(伺)까지 총 55가지의 법이 마음작용에 속한다고 말하고 있다.
 云何建立行蘊。謂六思身。眼觸所生思。耳觸所生思。鼻觸所生思。舌觸所生思。身觸所生思。意觸所生思。由此思故思作諸善。思作雜染。思作分位差別。又即此思除受及想與餘心所法心不相應行。總名行蘊。何等名為餘心所法。謂作意觸欲勝解念三摩地慧信慚愧無貪無瞋無癡勤安不放逸捨不害貪瞋慢無明疑薩迦耶見邊執見見取戒禁取邪見忿恨覆惱嫉慳誑諂憍害無慚無愧惛沈掉舉不信懈怠放逸忘念不正知散亂睡眠惡作尋伺。

 
어떻게 행온을 건립하게 됩니까?

6사신(六思身)을 말하는 것이다. 안촉에서 생겨난 사(思)이고, 이촉에서 생겨난 사(思)이고, 비촉에서 생겨난 사(思)이고, 설촉에서 생겨난 사(思)이고, 신촉에서 생겨난 사(思)이고, 의촉에서 생겨난 사(思)이다. 이 같은 사(思)에 연유해서 사(思)가 갖가지 선업을 짓게 되고, 사(思)가 잡염(雜染)하게 되고, 사(思)에서 분위차별(分位差別)을 짓게 되는 것이다. 또 이 같은 사(思)와 수(受)와 상(想)을 제외한 그 밖의 다른 심소법(心所法)과 심불상응행(心不相應行)을 총괄해서 행온이라 이름한다.

어떠한 것을 그 밖의 다른 심소법이라 합니까?

작의(作意) · 촉(觸) · 욕(欲) · 승해(勝解) · 염(念) · 삼마지(三摩地) · 혜(慧) · 신(信) · 참(慚) · 괴(愧) · 무탐(無貪) · 무진(無瞋) · 무치(無癡) · 근(勤) · 안(安) · 불방일(不放逸) · 사(捨) · 불해(不害) · 탐(貪) · 진(瞋) · 만(慢) · 무명(無明) · 의(疑) · 살가야견(薩迦耶見) · 변집견(邊執見) · 견취(見取) · 계금취(戒禁取) · 사견(邪見) · 분(忿) · 한(恨) · 부(覆) · 뇌(惱) · 질(嫉) · 간(慳) · 광(誑) · 첨(諂) · 교(憍) · 해(害) · 무참(無慚) · 무괴(無愧) · 혼침(惛沈) · 도거(掉擧) · 불신(不信) · 해태(懈怠) · 방일(放逸) · 망념(忘念) · 부정지(不正知) · 산란(散亂) · 수면(睡眠) · 악작(惡作) · 심(尋) · 사(伺)이다.
 — 《대승아비달마집론》 제1권. 한문본 & 한글본

## 분류
《대승아비달마집론》에서는 마음작용(심소법 또는 심소유법)에 속한 55가지 법들을 변행심소 · 별경심소 등의 그룹으로 분류하지 않고, 수(受) · 상(想)에서 심(尋) · 사(伺)까지 그룹 구분없이 일괄 나열하고 있다.
《대승아비달마잡집론》에서는 이들 55가지 법들을 변행심소(遍行心所: 5가지) · 별경심소(別境心所: 5가지) · 선심소(善心所: 11가지) · 번뇌심소(煩惱心所: 10가지) · 수번뇌심소(隨煩惱心所: 20가지) · 부정심소(不定心所: 4가지)의 6그룹으로 나누고 있다.
 如是思等五十五法。若遍行若別境若善若煩惱若隨煩惱若不定。如其次第五五十一十二十四應知。

 
이와 같은 사(思) 등의 55법은 변행심소[遍行]이거나 별경심소[別境]이거나 선심소[善]이거나 번뇌심소[煩惱]이거나 수번뇌심소[隨煩惱]이거나 부정심소[不定]이다. 순서대로 변행심소가 5가지, 별경심소가 5가지, 선심소가 11가지, 번뇌심소가 10가지, 수번뇌심소가 20가지, 부정심소가 4가지임을 마땅히 알아야 할 것이다.
 — 《대승아비달마잡집론》 제1권. 한문본 & 한글본
《대승아비달마잡집론》에서의 그룹 구분에 따라 55가지 마음작용들을 목록으로 나열하면 다음과 같다.
1. 변행심소(遍行心所: 5가지): 수(受) · 상(想) · 사(思) · 작의(作意) · 촉(觸)
2. 별경심소(別境心所: 5가지): 욕(欲) · 승해(勝解) · 염(念) · 삼마지(三摩地) · 혜(慧)
3. 선심소(善心所: 11가지): 신(信) · 참(慚) · 괴(愧) · 무탐(無貪) · 무진(無瞋) · 무치(無癡) · 근(勤) · 안(安) · 불방일(不放逸) · 사(捨) · 불해(不害)
4. 번뇌심소(煩惱心所: 10가지): 탐(貪) · 진(瞋) · 만(慢) · 무명(無明) · 의(疑) · 살가야견(薩迦耶見) · 변집견(邊執見) · 견취(見取) · 계금취(戒禁取) · 사견(邪見)
5. 수번뇌심소(隨煩惱心所: 20가지): 분(忿) · 한(恨) · 부(覆) · 뇌(惱) · 질(嫉) · 간(慳) · 광(誑) · 첨(諂) · 교(憍) · 해(害) · 무참(無慚) · 무괴(無愧) · 혼침(惛沈) · 도거(掉舉) · 불신(不信) · 해태(懈怠) · 방일(放逸) · 망념(忘念) · 부정지(不正知) · 산란(散亂)
6. 부정심소(不定心所: 4가지): 악작(惡作) · 수면(睡眠) · 심(尋) · 사(伺)

## 선·번뇌·수번뇌심소의 작용
《대승아비달마집론》 제1권과 《대승아비달마잡집론》 제1권에 따르면,
모든 선심소(善心所) 즉 선한 마음작용은 자소치(自所治) 즉 그것이 대치(對治)하는 번뇌를 끊는[斷] 것을 본질적 작용[業]으로 한다. 예를 들어, 신(信)이라는 선한 마음작용은 그것의 자소치인 불신(不信)이라는 수번뇌성(隨煩惱性)의 마음작용을 능히 끊을 수 있다. 마찬가지로 참(慚)은 그것의 자소치인 무참(無慚)을 능히 끊을 수 있다.
그리고 모든 번뇌심소(煩惱心所)와 수번뇌심소(隨煩惱心所), 즉 모든 번뇌, 즉 모든 잡염, 즉 모든 유부무기와 불선의 마음작용은 자능치(自能治) 즉 그것을 대치(對治)하는 선(善) 즉 선한 마음작용을 장애[障]하는 것을 본질적 작용[業]으로 한다. 예를 들어, 탐(貪)이라는 근본번뇌성(根本煩惱性)의 마음작용은 그것의 자능치인 무탐(無貪)이라는 선한 마음작용을 능히 장애하여 생겨나지 않게 할 수 있다. 마찬가지로 분(忿)이라는 수번뇌성(隨煩惱性)의 마음작용은 그것의 자능치인 자(慈)라는 선한 마음작용을 능히 장애(障礙)하여 생겨나지 않게 할 수 있다.

## 개별 법의 설명 (55가지)
아래 목록은 《대승아비달마집론》(이하, "집론")과 《대승아비달마잡집론》(이하, "잡집론")에 나타난 순서대로 나열되어 있으며, 해당 정의와 설명도 이 두 논서에 따른 것이다. 《집론》이라고 언급하지 않은 경우 해당 정의 또는 설명은 《집론》에 따른 것이다.

### 변행심소(遍行心所: 5가지)

#### (1) 수(受)
수(受, 감수작용, 지각, 느낌, 과보의 영납,
산스크리트어: vedanā,
팔리어: vedanā,
영어: feeling,
sensation)는 5온 가운데 수온(受蘊)에 해당하며, 영납상(領納相) 즉 감수작용의 성질을 본질적 성질[相]로 하는 마음작용이다. 수(受)의 마음작용이 있기 때문에 유정은 온갖 정(淨) · 부정(不淨)의 업(業)의 온갖 과보[果]의 이숙(異熟)을 영납하게 된다. 즉, 갖가지 이숙과(異熟果)를 받아들여 느끼게 된다.
《잡집론》의 해설에 따르면,
수(受)의 마음작용이 있어서 유정은
각종의 정(淨) · 부정(不淨)의 업 즉 청정업(清淨業)과 불청정업(不清淨業)에 따라 득하게 된 이숙과[異熟, 異熟果]를 영납하게 된다. 청정업의 경우 낙이숙(樂異熟) 즉 즐거운 이숙과를 받고, 불청정업의 경우 고이숙(苦異熟) 즉 괴로운 이숙과를 받고, 정부정업(淨不淨業)의 경우 불고불락이숙(不苦不樂異熟) 즉 괴롭지도 즐겁지도 않은 이숙과를 받게 된다.
이와 같은 일이 일어날 수 있는 이유, 즉
지은 업은 정(淨) 또는 부정(不淨)임에 비해 받는 이숙과는
낙(樂) 또는 고(苦)인 이유, 즉 원인인 정(淨)과 결과인 낙(樂)이 선 · 불선 · 무기의 3성의 관점에서 각각 선과 무기로 서로 성질이 다르고 원인인 부정(不淨)과 결과인 고(苦)가 3성의 관점에서 불선과 무기로 서로 성질이 다른데 유정이 원인과는 그 성질이 다른 과보를 감득할 수 있는 이유는 정(淨) · 부정(不淨)의 업에 따라 이숙(異熟) 즉 이숙과를 감득하는 아뢰야식이 항상 사수(捨受)와 상응하기 때문이다. 달리 말하면, 아뢰야식의 이 사수(捨受)가 바로 이숙과의 본질[體]이기 때문이다. 즉, 유정이 과보로서의 고수(苦受) · 낙수(樂受) · 사수(捨受)를 느낄 수 있는 것은 아뢰야식이 항상 상응하는 이 사수(捨受)가 있기 때문이다.
그리고, 고수(苦受) · 낙수(樂受)의 2가지 수, 즉 과보로서의 고수(苦受) · 낙수(樂受)가 아뢰야식에서 일어나는 이숙(異熟: 다르게 익음)의 작용을 따라 생겨나기 때문에 고수(苦受) · 낙수(樂受)를 가설(假說)적으로 명명하여 이숙(異熟)이라 한다. 즉 고이숙(苦異熟) · 낙이숙(樂異熟)이라 이름한다. 즉 괴로운 이숙과 · 즐거운 이숙과라 명명한다.

#### (2) 상(想)
상(想, 표상작용, 취상(取像), 취상(取相), 구료상(搆了相),
산스크리트어: saṃjñā,
팔리어: saññā,
영어: perception, cognition,
conceptualization, distinguishing,
idea)은 5온 가운데 상온(想蘊)에 해당하며, 구료상(搆了相) 즉 요별을 구성하는 성질을 본질적 성질[相]로 하는 마음작용이다. 상(想)의 마음작용이 있기 때문에 유정은 갖가지 법의 상류(像類) 즉 모양과 유형을 구성하여 그려낼[搆畫] 수 있으며, 견문각지(見聞覺知)하여 파악한 의미[義]에 따라 갖가지 언설(言說) 즉 설명하는 말을 일으킬 수 있다.
《잡집론》의 해설에 따르면, '견문각지(見聞覺知)하여 파악한 의미[義]'는 견의(見義) · 문의(聞義) · 각의(覺義) · 지의(知義)를 말한다. 견의(見義)는 보아서 파악한 의미라는 뜻으로, 안근 즉 눈으로 보고 받아들인 것[眼所受]을 말한다. 문의(聞義)는 들어서 파악한 의미라는 뜻으로, 이근 즉 귀로 들어서 받아들인 것[耳所受]을 말한다. 각의(覺義)는 각(覺) 즉 심(尋)으로 파악한 의미라는 뜻으로, 견의와 문의에 응하여 자연히 저절로 생각[思]이 구성[搆]되어 파악한 것을 말한다. 예를 들어, 심(尋)의 마음작용이 보고 들은 것을 바탕으로 사(思)와 상응하여 저절로 대강 그린[搆] 것을 말한다. 지의(知義)는 지(知) 즉 사(伺)로 파악한 의미라는 뜻으로, 자신의 내부에서 받아들인 것[自內所受]을 말한다. 예를 들어, 사(伺)의 마음작용이 보고 듣고 저절로 대강 그려진 것을 사(思) 또는 혜(慧)와 상응하여 내적으로 의식적으로 세밀하게 살펴서 파악한 것 또는 그린 것을 말한다.
'갖가지 언설(言說)'은 전변(詮辯) 즉 설명하는 말을 뜻한다.

#### (3) 사(思)
사(思, 의사, 의지, 추진, 조작(造作), 짓고 만듦,
산스크리트어: cetanā,
팔리어: cetanā,
영어: volition,
directionality of mind, attraction,
urge)는 심조작(心造作) 즉 마음으로 하여금 의업(意業)을 짓고 만들게 하는 것을 본질적 성질[體]로 하고, 마음으로 하여금 선 · 불선 · 무기에 대해 작용하게 하는 것을 본질적 작용[業]으로 하는 마음작용이다.
《잡집론》의 해설에 따르면, '선 · 불선 · 무기에 대해 작용하게 한다'는 것은 이미 지어진 선 · 불선 · 무기의 법에 대하여 마음을 일으키는 것을 말한다.
또한, 《집론》과 《잡집론》에 따르면, 5온 가운데 행온의 본질이 조작상(造作相)으로, 사(思)의 마음작용이 행온을 대표한다. 즉, 행온은 수(受)와 상(想)의 마음작용을 제외한 모든 마음작용과 심불상응행법으로 구성되어 있는데, 사(思)의 작용이 가장 뛰어나기 때문에 일체행(一切行) 즉 행온에 속한 모든 법들의 으뜸으로 삼는다.
그리고 사(思)는 안촉소생사(眼觸所生思) · 이촉소생사(耳觸所生思) · 비촉소생사(鼻觸所生思) · 설촉소생사(舌觸所生思) · 신촉소생사(身觸所生思) · 의촉소생사(意觸所生思)의 6사신(六思身)으로 나뉜다. 그리고 이들 6사신을 발동근거로 하여 사(思)의 마음작용은 갖가지 선(善)을 짓고, 잡염(雜染) 즉 번뇌 즉 유부무기와 불선을 짓고, 분위차별(分位差別)을 짓는다.

#### (4) 작의(作意)
작의(作意, 마음을 일으킴, 기억을 일으킴, 주의, 유의, 발동과 유지,
산스크리트어: manasikara,
팔리어: manasikara,
영어: attention,
act of attention,
ego-centric demanding)는 마음을 발동(發動)시키는 것을 본질적 성질[體]로 하고, 소연경(所緣境)에 마음을 유지[持]시키는 것을 본질적 작용[業]으로 하는 마음작용이다.
《잡집론》의 해설에 따르면, '소연경에 마음을 유지시키는 것'은 소연경으로 자주 자주 마음을 이끌어서 마음이 그 소연경에 머무르게[定] 하는 것이다.

#### (5) 촉(觸)
촉(觸, 접촉, 3사화합 · 분별 · 변이,
산스크리트어: sparśa,
팔리어: phassa,
영어: contact)은 근 · 경 · 식의 3화합(三和合)에 의지하여 모든 근(根)이 변이(變異) · 분별(分別)하는 것을 본질적 성질[體]로 하고, 수(受)의 마음작용의 소의가 되는 것을 본질적 작용[業]으로 하는 마음작용이다.
《잡집론》의 해설에 따르면, 변이(變異) 또는 변이행상(變異行相)은 식(識)이 생겨날 때 그것의 소의가 되는 모든 근(根)을 따라서 고수(苦受) · 낙수(樂受) 등이 생기하는 것을 말한다. 그리고, 이러한 변이(變異) 즉 변이행상(變異行相)에 따른 분별(分別)을 따라서 촉(觸)의 마음작용이 생겨난다.

### 별경심소(別境心所: 5가지)

#### (6) 욕(欲)
욕(欲, 희망, 욕구, 희망의 인발,
산스크리트어: chanda,
팔리어: chanda,
영어: intention, interest,
desire to act,
desire for action, aspiration)은 소락사(所樂事) 즉 즐거운 일, 즐겨하는 일 또는 좋아하는 일에 대하여 그것을 짓는 것에 대한 희망(希望)을 인발(引發)하는 것을 본질적 성질[體]로 하고, 정근(正勤) 즉 바른 정진의 소의가 되는 것을 본질적 작용[業]으로 하는 마음작용이다.
《잡집론》의 해설에 따르면, '소락사를 짓는 것에 대한 희망을 인발한다'는 것은 욕의 마음작용은 견(見: 봄) · 문(聞) 등의 일체의 작용을 견인하여 포섭한다는 것을 말한다. 즉, 견문각지(見聞覺知)를 모아서, 즉 마음의 모든 작용을 모아서 소락사를 짓는 것에 사용하게 한다는 것을 말한다. 즉 정진(精進)으로 이끈다는 것을 뜻한다.

#### (7) 승해(勝解)
승해(勝解, 확실한 이해, 뛰어난 이해, 인가와 유지[印持],
산스크리트어: adhimokṣa,
adhimoksha,
adhimukti,
팔리어: adhimokkha,
영어: interest,
intensified interest,
decision,
firm conviction,
resolution,
approval)는 결정사(決定事)에 대해 결정한 바에 따라 인지(印持)하는 것 즉 인가(印可)하고 유지(維持)하는 것을 본질적 성질[體]로 하고, 불가인전(不可引轉) 즉 끌어들여 바꾸지 못하게 하는 것 즉 흔들리지 않게 하는 것을 본질적 작용[業]으로 하는 마음작용이다.
《잡집론》의 해설에 따르면, '결정한 바에 따라 인지(印持)하는 것'은 그 일 즉 그 결정사가 반드시 이와 같은 일이며 다른 일이 아니라고 결정적으로 명확히 아는[決了] '확실한 이해 또는 뛰어난 이해[勝解]'를 뜻한다. 확실한 이해 또는 뛰어난 이해에 의해 결정된 것이기 때문에 뛰어난 원인[勝緣]이 존재하는 상태이고, 따라서 그 결정 또는 이해를 다른 것으로 끌어들여 바꿀 수가 없다[不能引轉]. 즉 그 결정한 바 즉 그 이해한 바를 뒤흔들 수 없게 된다.

#### (8) 염(念)
염(念, 관, 정념, 4념처, 끊임없는 수동적 관찰,
명기(明記)와 불망(不忘), 주의집중, 불산란,
산스크리트어: smṛti,
팔리어: sati,
영어: mindfulness,
awareness,
inspection,
recollection,
retention,
memory)은 관습사(串習事)에 대해 마음으로 하여금 명기(明記) · 불망(不忘)하게 하는 것을 본질적 성질[體]로 하고, 마음으로 하여금 관습사에 대해 산란하지 않게 하는 것[不散亂]을 본질적 작용[業]으로 하는 마음작용이다.
《잡집론》의 해설에 따르면, '관습사(串習事)'는 예전에 이미 받았던 것[先所受]을 말한다. '산란하지 않게 하는 것[不散亂]을 본질적 작용으로 한다'는 것은 염(念)의 마음작용으로 인하여 대상[境]을 분명히 기억하는[明記憶] 까닭에 마음이 산란하지 않게 된다는 것을 뜻한다.

#### (9) 삼마지(三摩地)
삼마지(三摩地, 심일경, 대상과 하나됨, 전일(專一), 선정과 삼매,
산스크리트어: samādhi,
팔리어: samādhi,
산스크리트어: ekāgratā,
팔리어: ekaggatā,
영어: concentration,
one-pointedness,
unification,
unification of mind)는 소관사(所觀事)에 대한 심일경(心一境) 즉 마음으로 하여금 그 대상과 하나가 되게 하는 것을 본질적 성질[體]로 하고, 지(智)의 소의가 되는 것을 본질적 작용[業]으로 하는 마음작용이다.
《잡집론》에 따르면, 삼마지(三摩地)는 소관사(所觀事)에 대하여 마음으로 하여금 전일(專一)하게 하는 것을 본질적 성질[體]로 하고, 지(智)의 소의가 되는 것을 본질적 작용[業]으로 하는 마음작용이다.
《잡집론》의 해설에 따르면, '마음으로 하여금 전일(專一)하게 한다'는 것은 마음으로 하여금 하나의 경계[一境界]에 대하여 산란하지 않게 하는 것[不散]을 말한다. '지(智)의 소의가 된다'는 것은 마음이 정정(靜定) 즉 고요한 선정 즉 적정(寂靜)에 처하여 소관사를 여실히 아는 것[知如實]이다.

#### (10) 혜(慧)
혜(慧, 반야, 택법, 간택, 식별, 지혜, 의심을 끊음,
산스크리트어: prajñā,
팔리어: paññā,
영어: wisdom, discrimination, discernment)는 소관사(所觀事)에 대하여 택법(擇法)하는 것을 본질적 성질[體]로 하고, 의심[疑]을 끊는 것을 본질적 작용[業]으로 하는 마음작용이다.
《잡집론》의 해설에 따르면, '의심을 끊는다는 것'은 혜(慧)로 말미암아 택법하여 결정(決定)을 득하게 되는 것을 말한다.

### 선심소(善心所: 11가지)

#### (11) 신(信)
신(信, 믿음, 인가, 청정, 희망,
산스크리트어: śraddhā,
팔리어: saddhā,
영어: faith)은 유체(有體) · 유덕(有德) · 유능(有能) 에 대한 인가(忍可) · 청정(清淨) · 희망(希望)을 본질적 성질[體]로 하고, 낙욕(樂欲)의 소의가 되는 것을 본질적 작용[業]으로 하는 마음작용이다.
《잡집론》의 해설에 따르면, 유체(有體)에 대한 인가(忍可), 유덕(有德)에 대한 청정(清淨), 유능(有能)에 대한 희망(希望)이 신(信)의 마음작용이다. 즉, 신(信)은 실체가 있는 것 즉 진리 즉 4성제에 대해 인가(忍可)하는 것이고, 공덕이 있는 것 즉 성도(聖道)에 대해 청정(清淨)하는 것 즉 여실히 계합하는 것이고, 역량이 있다는 것에 대해 희망하는 것 즉 자신이 성도(聖道)를 걸어가 진리를 획득하고 성취하는 것을 기꺼이 바라보는 것이다.

#### (12) 참(慚)
참(慚, 부끄러워함, 자신에게 부끄럽게 여김, 숭중현선(崇重賢善),
산스크리트어: hrī,
팔리어: hiri,
영어: self-respect,
conscientiousness,
sense of shame,
dignity,
respect)은 모든 과악(過惡) 즉 허물과 악행을 자신에게 부끄럽게 여기는[自羞] 것을 본질적 성질[體]로 하고, 악행을 그치게 하는 소의가 되는 것을 본질적 작용[業]으로 하는 마음작용이다.

#### (13) 괴(愧)
괴(愧, 뉘우침, 부끄러워함, 남에게 부끄럽게 여김, 경거포악(輕拒暴惡),
산스크리트어: apatrāpya,
팔리어: ottappa,
영어: decorum,
shame,
consideration,
propriety,
fear)는 모든 과악(過惡) 즉 허물과 악행을 남에게 부끄럽게 여기는[羞他] 것을 본질적 성질[體]로 하고, 악행을 그치게 하는 소의가 되는 것을 본질적 작용[業]으로 하는 마음작용이다. 참(慚)과 괴(愧)의 본질적 작용은 동일하다.

#### (14) 무탐(無貪)
무탐(無貪, 염착이 없음, 집착하지 않음,
산스크리트어: alobha,
팔리어: alobha,
영어: purity,
non-attachment,
without attachment, absence of desire)은 모든 유(有)와 유구(有具: 유의 원인)에 대해 집착하지 않는 것[無著]을 본질적 성질[體]로 하고, 악행이 일어나지[轉] 않게 하는 소의가 되는 것을 본질적 작용[業]으로 하는 마음작용이다.

#### (15) 무진(無瞋)
무진(無瞋, 자애로움, 자(慈), 사랑, 성내지 않음, 노여워하지 않음,
산스크리트어: apratigha,
adveṣa,
팔리어: adosa,
영어: good will,
non-aggression,
non-hatred,
imperturbability,
non-anger,
absence of hatred)은 유정의 모든 고(苦)와 고구(苦具: 고의 원인)에 대해 성내지 않는 것[無恚] 또는 노여워하지 않는 것[無恚]을 본질적 성질[體]로 하고, 악행이 일어나지[轉] 않게 하는 소의가 되는 것을 본질적 작용[業]으로 하는 마음작용이다.

#### (16) 무치(無癡)
무치(無癡, 어리석지 않음, 바른 앎, 결택, 명료하게 이해함,
산스크리트어: amoha,
팔리어: amoha,
영어: wisdom,
non-delusion,
non-bewilderment,
lack of naivety,
lack of stupidity)는 보교증지(報教證智)를 통해 결택(決擇)하는 것을 본질적 성질[體]로 하고, 악행이 일어나지[轉] 않게 하는 소의가 되는 것을 본질적 작용[業]으로 하는 마음작용이다.
《잡집론》의 해설에 따르면, 보교증지(報教證智)는 보(報) · 교(教) · 증(證) · 지(智)가 합쳐진 낱말이다. 이들은 각각 순서대로 생득혜(生得慧) · 문혜(聞慧) · 사혜(思慧) · 수혜(修慧)를 의미한다. 즉, 보교증지(報教證智)는 4혜(四慧)를 말한다.
결택(決擇)은 혜(慧) · 용(勇) · 근(勤), 즉 지혜 · 용맹 · 정진이 모두 갖추어진[俱] 상태 즉 이들이 모두 함께하는[俱] 상태를 말한다.

#### (17) 근(勤)
근(勤, 마음의 용맹함, 정진, 결단과 인내,
산스크리트어: vīrya, 팔리어: viriya,
영어: diligence,
energy,
perseverance,
enthusiasm,
sustained effort)은 심용한(心勇悍) 또는 심용(心勇) 즉 마음의 용맹함을 본질적 성질[體]로 하고, 성만선품(成滿善品) 즉 선품(善品)의 성만(成滿) 즉 선품을 원만히 하고 성취하는 것을 본질적 작용[業]으로 하는 마음작용이다. 마음의 용맹함에는 피갑(被甲) · 방편(方便) · 무하(無下) · 무퇴(無退) · 무족(無足)의 5가지 단계가 있다.
《잡집론》의 해설에 따르면, 피갑(被甲) · 방편(方便) · 무하(無下) · 무퇴(無退) · 무족(無足)은 순서대로 경전에서 설하는 유세(有勢) · 유근(有勤) · 유용(有勇) · 견맹(堅猛) · 불사선액(不捨善軛)을 말한다.
성만선품(成滿善品) 즉 '선품을 원만하게 하고 성취한다'는 것은 만선품(滿善品)과 성선품(成善品)을 통칭한다. 만선품(滿善品) 즉 '선품을 원만하게 한다'는 것은 먼저 근본정려(根本靜慮)에 들어가고 그런 후 해당 근본정려 즉 선정을 원만히 하는 것을 말한다. 즉, 색계의 4선과 무색계의 4무색정의 각각에 들어간 후 해당 선정을 원만히 하는 것을 말한다. 성선품(成善品) 즉 '선품을 성취한다'는 것은 이 선정들을 지극히 잘 닦아 다스리는 상태[極善修治]를 말한다. 즉, 4선과 4무색정의 각각을 완전히 성취하는 것을 말한다.

#### (18) 안(安)
안(安, 조화롭고 가뿐함, 고르고 상쾌함, 평안,
산스크리트어: praśrabdhi,
팔리어: passaddhi,
영어: pliancy,
alertness,
flexibility,
aptitude)은 몸과 마음의 추중(麤重) 즉 거칠고 무거움을 그치게 하여 몸과 마음을 조창(調暢)하게 하는 것 즉 고르고 상쾌하게 하는 것을 본질적 성질[體]로 하고, 일체의 장애를 제거하고 떠나보내는 것을 본질적 작용[業]으로 하는 마음작용이다.
《잡집론》의 해설에 따르면, '일체의 장애를 제거하고 떠나보낸다'는 것은 안(安)의 마음작용이 가진 세력 즉 힘을 의지처로 하여 일체의 장애를 제거하고 떠나보내는 일이 일어난다[轉]는 것을 말한다.

#### (19) 불방일(不放逸)
불방일(不放逸, 성실, 선법을 닦음, 마음을 방호함,
산스크리트어: apramāda,
팔리어: appamada,
영어: carefulness,
concern,
conscientiousness,
conscious awareness,
diligence)은 정근(正勤) · 무탐(無貪) · 무진(無瞋) · 무치(無癡)를 소의로 하여 모든 선법(善法)을 닦고 모든 유루법으로부터 마음을 방호(防護)하는 것을 본질적 성질[體]로 하고, 세간과 출세간의 모든 복(福)을 성만(成滿)하는 것을 본질적 작용[業]으로 하는 마음작용이다.
《잡집론》의 해설에 따르면, 정근(正勤) · 무탐(無貪) · 무진(無瞋) · 무치(無癡)를 먼저 발동근거로 하여 일체의 선법을 닦고 유루를 막는 것이므로, 불방일은 이들 4가지 법에 근거하여 가립(假立)한 가법이다.
'유루법(有漏法)'은 모든 누(漏)와 누(漏)의 처소(處所)와 경계(境界) 즉 모든 번뇌와 번뇌의 처소 · 경계를 말한다.

#### (20) 사(捨)
사(捨, 내려놓음, 버림, 평등 · 정직 · 무공용,
고요, 평정, 평정심, 평온, 균형, 평형,
산스크리트어: upeksā,
팔리어: upekkhā,
upekhā,
영어: serenity,
equilibrium,
equanimity,
stability,
composure,
indifference)는 정근(正勤) · 무탐(無貪) · 무진(無瞋) · 무치(無癡)와 '잡염주(雜染住)를 등지는 상태'를 소의로 하여 일어나는 심평등성(心平等性) · 심정직성(心正直性) · 심무공용주성(心無功用住性)을 본질적 성질[體]로 하고, 불용잡염(不容雜染) 즉 잡염(雜染)을 허용하지 않는 것 즉 '번뇌에 오염됨'을 허용하지 않는 것의 소의가 되는 것을 본질적 작용[業]으로 하는 마음작용이다.
《잡집론》의 해설에 따르면, '심평등성(心平等性) · 심정직성(心正直性) · 심무공용주성(心無功用住性)'은 사(捨)의 차별 즉 단계로, 각각 사(捨)의 초위(初位) · 중위(中位) · 후위(後位)에 해당한다.
마음이 사(捨)의 마음작용과 상응하면, 먼저 침몰(沈沒, 산스크리트어: laya: 번뇌에 빠져있음, 번뇌에 함락되어 있음, 침울과 탐욕, 막힘과 지나침) 등과 같은 불평등성(不平等性)을 떠나게 되기 때문에 가장 먼저 심평등성(心平等性)이 증득된다. 다음으로, 심평등성을 근거로 하여 원리(遠離)의 가행(加行)이 자연히 상속하기 때문에 심정직성(心正直性)이 증득된다. 다음으로, 심정직성을 근거로 하여 모든 잡염 즉 번뇌에 대해 겁려(怯慮) 즉 두려워 하는 마음, 회피하는 마음, 약해지는 마음 또는 움추려드는 마음이 없어지기 때문에 마지막의 심무공용주성(心無功用住性)이 증득된다.

#### (21) 불해(不害)
불해(不害, 아힘사, 해치지 않음, 비(悲), 불손뇌(不損惱), 연민, 비폭력,
산스크리트어: ahiṃsā,
팔리어: avihiṃsā,
영어: no harm,
non-violence)는 무진선근(無瞋善根)의 일부로서의 마음작용으로, 심비민(心悲愍) 즉 비(悲)를 본질적 성질[體]로 하고, 불손뇌(不損惱) 즉 손상시키거나 괴롭히지 않는 것을 본질적 작용[業]으로 하는 마음작용이다.
《잡집론》의 해설에 따르면, 불해(不害)는 무진(無瞋)과 분리될 수 없는 마음작용이므로 실법이 아닌 가법이다.

### 번뇌심소(煩惱心所: 10가지)

#### (22) 탐(貪)
탐(貪, 3계의 애(愛), 미착, 탐착,
산스크리트어: rāga,
팔리어: rāga,
영어: lust,
attachment,
craving)은 3계애(三界愛), 즉 3계의 애(愛), 즉 3계의 갈애 또는 애착, 즉 욕계의 애 · 색계의 애 · 무색계의 애를 본질적 성질[體]로 하고, 중고(衆苦) 즉 고(苦)의 무리 또는 집합이 생겨나게 하는 것을 본질적 작용[業]으로 하는 마음작용이다.
《잡집론》의 해설에 따르면, '중고(衆苦)가 생겨나게 한다'는 것은 애(愛)의 힘으로 인해 5취온(五取蘊)이 생겨나는 것을 말한다.

#### (23) 진(瞋)
진(瞋, 미워함, 성냄, 노여워함, 상처입히고 해치는 것을 좋아함,
산스크리트어: pratigha,
dvesa,
팔리어: paṭigha,
영어: ill will,
anger,
repugnance,
hatred)은 유정의 고(苦)와 고구(苦具: 고의 원인)에 대한 심에(心恚) 즉 마음의 성냄 또는 노여워함을 본질적 성질[體]로 하고, 불안온주(不安隱住)와 악행(惡行)의 소의가 되는 것을 본질적 작용[業]으로 하는 마음작용이다.
《잡집론》의 해설에 따르면, 불안온주(不安隱住) 즉 '편안하게 머물지 못한다'는 것은 마음에 증에(憎恚), 즉 미워함과 노여워함, 즉 증오와 분노를 품어서, 그 결과 거의 대부분의 경우에서 괴로움[苦]의 상태에 머무르게 되는 것을 말한다.

#### (24) 만(慢)
만(慢, 거만, 자만, 오만, 고거심,
산스크리트어: māna,
팔리어: māna,
영어: pride,
arrogance,
conceit)은 살가야견(薩迦耶見)을 발동근거로 하여 일어나는 심고거(心高舉) 즉 마음이 잘난 체하고 거들먹거리는 것 또는 남에 대해 자신을 높이는 것을 본질적 성질[體]로 하고, 불경(不敬)과 고(苦)가 생겨나는 소의가 되는 것을 본질적 작용[業]으로 하는 마음작용이다.
《잡집론》의 해설에 따르면, '불경(不敬)'은 스승[師長]과 유덕자[有德]에 대해 교만이나 거만을 부리는 것을 말한다. '고(苦)가 생겨난다'는 것은 후유(後有) 즉 3계에 속박된 상태의 윤회하는 다음 생이 생겨나는 것을 말한다.

#### (25) 무명(無明)
무명(無明, 어리석음, 우치, 무지(無知), 무지(無智), 무현(無顯),
산스크리트어: moha,
mūdha,
avidyā,
팔리어: avijjā,
영어: ignorance,
delusion,
error)은 3계무지(三界無知), 즉 3계의 무지(無知), 즉 욕계의 무지(無知) · 색계의 무지(無知) · 무색계의 무지(無知)를 본질적 성질[體]로 하고, 제법(諸法) 가운데 어떤 법(法)에 대하여 사결정(邪決定) · 의(疑) 또는 잡(雜)이 생겨나게 하는 소의가 되는 것을 본질적 작용[業]으로 하는 마음작용이다.
한편, 《잡집론》에 따르면, 무명(無明)은 3계무지(三界無智), 즉 3계의 무지(無智), 즉 욕계의 무지(無智) · 색계의 무지(無智) · 무색계의 무지(無智)를 본질적 성질[體]로 하고, 제법(諸法) 가운데 어떤 법(法)에 대하여 사결정(邪決定) · 의(疑) 또는 잡염(雜染)이 생겨나게 하는 소의가 되는 것을 본질적 작용[業]으로 하는 마음작용이다.
《잡집론》의 해설에 따르면, 사결정(邪決定) 즉 삿된 결정 또는 그릇된 결정은 전도지(顛倒智) 즉 전도된 지혜[智]를 말한다. 의(疑) 즉 의심은 유예(猶豫) 즉 머뭇거림 또는 망설이고 결행하지 않음을 말한다. '잡염이 생겨난다'는 것은 탐(貪) 등의 번뇌가 현행하는 것을 말한다. '사결정 · 의(疑) · 잡염이 생겨나는 소의가 된다'는 것은 우치(愚癡) 즉 무명 즉 어리석음으로 말미암아 온갖 번뇌를 일으키는 것을 말한다.

#### (26) 의(疑)
의(疑, 의심, 망설임, 주저함, 미룸, 진리에 대한 유예,
산스크리트어: vicikitsa,
vicikitsā,
팔리어: vicikicchā,
영어: doubt,
indecision,
skepticism,
indecisive wavering)는 진리[諦]에 대해 유예(猶豫)하는 것 즉 진리[諦]에 대해 머뭇거리거나 망설여서 결행하지 않는 것 또는 진리[諦]에 대한 결정을 뒤로 미루는 것을 본질적 성질[體]로 하고, 선품불생(善品不生)의 소의 즉 선품(善品)이 생겨나지 않게 하는 소의가 되는 것을 본질적 작용[業]으로 하는 마음작용이다.
《잡집론》의 해설에 따르면, '진리[諦]에 대해 유예(猶豫)한다'는 것에는 실(實)에 대해 유예한다는 것도 또한 포함되며, 또한 '실(實)에 대한 유예'와 상응하는 '멸제(滅諦)와 도제(道諦)에 대해서 유예'도 역시 포함된다.
선품불생(善品不生) 즉 '선품(善品)이 생겨나지 않게 한다'는 것은 진리[諦]에 대해 결정하지 않음으로 인해 수행도 행하지 않게 되며, 따라서 선품(善品)이 성취되지 않는 것을 말한다.

#### (27) 살가야견(薩迦耶見)
살가야견(薩迦耶見, 유신견,
산스크리트어: satkāya-drsti, 팔리어: sakkāya-ditth, 영어: view of individuality,
self view,
identity view)은 5취온 등을 관찰[觀]한 후 그 관찰의 결론으로서 5취온 등을 나[我]와 내 것[我所]이라고 집착하는 갖가지 인(忍) · 욕(欲) · 각(覺) · 관(觀) · 견(見)을 본질적 성질[體]로 하고, 모든 견취(見趣)의 소의가 되는 것 즉 갖가지 염오견[見]을 취(取)하게[趣] 하는 소의가 되는 것을 본질적 작용[業]으로 하는 마음작용이다.

#### (28) 변집견(邊執見)
변집견(邊執見, 극단적인 견해, 단견과 상견,
산스크리트어: anta-grāha-drsti,
팔리어: anta-ggāhikā,
영어: extreme views,
extreme view)은 5취온 등을 관찰[觀]한 후 그 관찰의 결론으로서 5취온 등에 대해 단(斷: 영원한 소멸, 단멸) 혹은 상(常: 영원한 존재, 상주)이라고 집착하는 갖가지 인(忍) · 욕(欲) · 각(覺) · 관(觀) · 견(見)을 본질적 성질[體]로 하고, 처중행(處中行)이라는 출리(出離: 벗어남) 즉 '중도(中道)에 머무르는 행(行)'이라는 출리를 장애하는 것을 본질적 작용[業]으로 하는 마음작용이다.
《잡집론》의 해설에 따르면, 처중행(處中行) 즉 '중도(中道)에 머무르는 행(行)'은 단(斷: 영원한 소멸)과 상(常: 영원한 존재), 즉 단멸(斷滅)과 상주(常住)라는 견해, 즉 단견(斷見)과 상견(常見)을 떠난 연기(緣起)의 바른 지혜[正智]를 말한다. 즉 존재에 대해 12연기 등의 연기법의 견해를 가진 것을 말한다.

#### (29) 견취(見取)
견취(見取, 염오견에 대한 집착,
산스크리트어: drstiparāmarśa,
영어: adherence to views,
view of attachment to views)는 갖가지 견(見) 즉 염오견과 이들 염오견의 소의가 되는 5취온 등을 관찰[觀]한 후 그 관찰의 결론으로서 이들 염오견이나 5취온 등을 최(最: 최상의 것) 혹은 승(勝: 뛰어난 것)이라고 집착하는 갖가지 인(忍) · 욕(欲) · 각(覺) · 관(觀) · 견(見)을 본질적 성질[體]로 하고, 부정견(不正見)에 집착하게 하는 소의가 되는 것을 본질적 작용[業]으로 하는 마음작용이다.

#### (30) 계금취(戒禁取)
계금취(戒禁取, 그릇된 계금에 대한 집착,
산스크리트어: śīla-vrata-parāmarśa,
영어: adherence to observances and rituals,
view of rigid attachment to the precepts)는 갖가지 계금(戒禁) 즉 계율과 금지사항과 이들 계율과 금지사항의 소의가 되는 5취온 등을 관찰[觀]한 후 그 관찰의 결론으로서 이들 계금이나 5취온 등을 청정(清淨) · 해탈(解脫) 혹은 출리(出離)라고 집착하는 갖가지 인(忍) · 욕(欲) · 각(覺) · 관(觀) · 견(見)을 본질적 성질[體]로 하고, 노력해도 결실[果]이 없는 일이 일어나는 소의가 되는 것을 본질적 작용[業]으로 하는 마음작용이다.
《잡집론》의 해설에 따르면, '계금취(戒禁取)'에서의 갖가지 '계금(戒禁)' 즉 '계율과 금지사항'은 악견(惡見)이 먼저 존재하는 그러한 계금, 즉 악견으로서의 계율과 금지사항을 말한다.
'노력해도 결실[果]이 없는 일이 일어난다'는 것은 계금취에 의거하여 수행하게 되면, 비록 아무리 열심히 노력하더라도 출리(出離)를 득할 수 없다는 것을 말한다.

#### (31) 사견(邪見)
사견(邪見, 그릇된 견해, 진리에 어긋난 견해, 인과를 부정하는 견해,
산스크리트어: mithyā-drsti,
팔리어: sassata-ditthi,
영어: false view,
evil view)은 원인[因]을 부정[謗, 비방, 무시]하거나 혹은 결과[果]를 부정하거나 혹은 작용(作用)을 부정하거나 혹은 실사(實事: 실제의 일, 사실)를 허물거나 파괴하거나[壞] 혹은 사분별(邪分別: 그릇된 분별)을 행하는 갖가지 인(忍) · 욕(欲) · 각(覺) · 관(觀) · 견(見)을 본질적 성질[體]로 하고, 선근(善根)을 끊게 하고 또한 불선근(不善根)을 견고하게 하는 소의가 되고 또한 불선(不善)이 생겨나게 하고 또한 선(善)이 생겨나지 않게 하는 것을 본질적 작용[業]으로 하는 마음작용이다.
《잡집론》의 해설에 따르면, '원인을 부정한다[謗因]'는 것은 보시[施] · 애락(愛樂) · 사사(祠祀: 제사, 제사의 공덕) · 묘행(妙行) · 악행(惡行) 등이 없다고 주장하는 것을 말한다.
'결과를 부정한다[謗果]'는 것은 묘행(妙行)과 악행(惡行)의 업(業)에 의해 초래되는 이숙과[異熟] 등이 없다고 주장하는 것을 말한다.
'작용을 부정한다[謗作用]'는 것은 이 세상도 저 세상도 없고, 어미[母]도 없고 아비[父]도 없고 화생(化生)하는 유정 등도 없으며, 서로 다른 세상들을 왕래하는[異世往來] 작용도 없고, 종자(種子)를 유지하는 작용도 없으며, 상속(相續)이라는 작용도 없다고 주장하는 것을 말한다.
'실사(實事: 실제의 일, 사실)를 허물거나 파괴한다[壞實事]'는 것은 세간(世間)도 없고 아라한(阿羅漢)도 없다고 주장하는 것을 말한다. 즉, 세간에 묶여 윤회하는 이생범부도 없고 윤회를 벗어난 출세간의 성자도 없다고 주장하는 것을 말한다.
'사분별(邪分別)' 즉 '그릇된 분별'은 원인 · 결과 · 작용 · 실사(實事)에 대한 분별(分別)을 제외한 다른 모든 분별에 있어서 그 견해가 전도되어 있는 것을 말한다. 즉, 앞에 언급된 4가지 주장을 제외한 나머지 다른 모든 도견(倒見) 즉 전도된 견해 또는 주장을 말한다.
'선근(善根)을 끊게 한다[斷善根]'는 것은 사견(邪見)은 사견을 증상(增上)시킴으로써, 즉 기존의 사견을 더 강화시킴으로써 '일체의 선(善)의 종자[一切種]'와 어긋나게 한다[非]는 것을 말한다.

### 수번뇌심소(隨煩惱心所: 20가지)

#### (32) 분(忿)
분(忿, 분노, 비난과 성냄, 노여워함,
산스크리트어: krodha,
영어: fury,
rage,
indigation,
anger)은 현전(現前)의 불요익상(不饒益相) 즉 바로 눈앞에 나타나 있는 넉넉하거나 이롭지 않은 일 · 상황 또는 상태에 대한, 진(瞋)의 마음작용의 일부인, 심노(心怒) 즉 마음의 노여워함을 본질적 성질[體]로 하고, 몽둥이를 휘두르거나 분발(憤發: 격분)하는 행위의 소의가 되는 것을 본질적 작용[業]으로 하는 마음작용이다.
《잡집론》의 해설에 따르면, 분(忿) 등의 마음작용, 즉 수번뇌들은 모두 가립된 가법이다. 분(忿)은 진(瞋)의 마음작용을 떠나 별도의 자성[別性]을 가지지 않으며, 따라서 가법인데, 분(忿)과 마찬가지로 다른 수번뇌들도 해당 근본번뇌 외의 별도의 자성을 가지지 않으며, 따라서 가법이다.

#### (33) 한(恨)
한(恨, 원한, 원망,
산스크리트어: upanāha,
영어: resentment,
enmity,
vindictiveness)은 '이와 같은 일'이 지난 후에 즉 분(忿)이 지난 후에, 진(瞋)의 마음작용의 일부인, 원망[怨]을 마음에 품어서 버리지 않는 것을 본질적 성질[體]로 하고, 불인(不忍) 즉 참지 못함의 소의가 되는 것을 본질적 작용[業]으로 하는 마음작용이다.
《잡집론》의 해설에 따르면, '이와 같은 일이 지난 후'는 '분(忿)의 마음작용이 지난 후'를 말한다. 불인(不忍) 즉 '참지 못한다'는 것은 불요익사(不饒益事) 즉 넉넉하거나 이롭지 않은 일을 감당하여 참아내지 못하는 것을 말한다.

#### (34) 부(覆)
부(覆, 숨기고 감춤,
산스크리트어: mrakśa,
팔리어: makkha,
영어: concealment,
slyness-concealment,
hypocrisy)는 다른 이가 내가 지은 죄를 바르게 거론하는 때에, 치(癡) 즉 무명(無明)의 마음작용의 일부인, 은장(隱藏) 즉 숨기고 감춤을 본질적 성질[體]로 하고, 회(悔)와 불안주(不安住) 즉 후회와 불안의 소의가 되는 것을 본질적 작용[業]으로 하는 마음작용이다.
《잡집론》의 해설에 따르면, 지은 죄를 숨기고 감추게 되면 자연히 마음속에는 필히 우회(憂悔) 즉 근심과 후회가 있게 된다. 이러한 이유로 안온주(安隱住)를 득하지 못하게 된다. 즉, 안온(安隱)의 상태에 머무르지 못하게 된다.

#### (35) 뇌(惱)
뇌(惱, 괴롭힘, 사나움, 포악함, 죄사에 대한 견고한 집착,
산스크리트어: pradāśa,
영어: spite,
spitefulness,
malice,
stubbornness)는 분(忿)과 한(恨)이 선행한 후에 일어나는 마음작용으로, 진(瞋)의 마음작용의 일부인 심려(心戾) 즉 마음의 사나움 또는 마음의 포악함을 본질적 성질[體]로 하고, 고폭추언(高暴麤言) 즉 폭언 · 욕설 · 악담을 하는 것의 소의가 되고 또한 비복(非福) 즉 박복함이 생겨나게 하고 또한 불안온주(不安隱住)에 처하게 하는 것을 본질적 작용[業]으로 하는 마음작용이다.
《잡집론》의 해설에 따르면, 고폭추언(高暴麤言) 즉 '폭언 · 욕설 · 악담을 한다'는 것은 흉악한 말을 하여 남의 심부(心腑: 복장)를 터지게 하는 것을 말한다.

#### (36) 질(嫉)
질(嫉, 시기, 질투,
산스크리트어: īrṣyā,
irshya,
팔리어: issā,
영어: jealousy,
envy)은 이양(利養: 이익)을 탐착(耽著)하여 다른 이의 영화[榮]를 견디지 못하는, 진(瞋)의 마음작용의 일부인, 심투(心妒) 즉 마음의 시기와 질투를 본질적 성질[體]로 하고, 마음으로 하여금 우척(憂慼: 근심)하게 하고 불안온주(不安隱住: 불안)하게 하는 것을 본질적 작용[業]으로 하는 마음작용이다.

#### (37) 간(慳)
간(慳, 아까워함, 인색, 희사하지 못함, 베풀지 못함,
산스크리트어: mātsarya,
팔리어: macchariya,
영어: stinginess,
avarice,
miserliness,
greed)은 자생구(資生具) 즉 자량이 생기게 하는 원인이 되는 법 즉 재물이나 교법 등의 사물이 주는 이양(利養: 이익)을 탐착(耽著)하는, 탐(貪)의 마음작용의 일부인, 심인(心吝) 즉 마음의 인색함을 본질적 성질[體]로 하고, 불사(不捨) 즉 사(捨)하지 못함 즉 희사(喜捨)하지 못함 또는 베풀지 못함의 소의가 되는 것을 본질적 작용[業]으로 하는 마음작용이다.
《잡집론》의 해설에 따르면, '버리지 못한다[不捨]'는 것은 간색(慳吝) 즉 인색으로 인하여 자생구(資生具)를 항상 모아서 그냥 쌓아놓을 뿐 쓰지 않는 것을 말한다.

#### (38) 광(誑)
광(誑, 속임, 미혹시킴,
산스크리트어: śāthya,
영어: hypocrisy,
dishonesty,
deception,
spirit of deception)은 이양(利養: 이익)을 탐착(耽著)하는, 탐(貪)과 치(癡)의 마음작용의 일부인, 사현(詐現) 즉 속임 즉 실제로는 없는 공덕을 거짓으로 있는 듯이 나타내는 것을 본질적 성질[體]로 하고, 사명(邪命) 즉 삿된 생활 또는 그릇된 생활의 소의가 되는 것을 본질적 작용[業]으로 하는 마음작용이다.

#### (39) 첨(諂)
첨(諂, 마야, 가장하여 숨김, 심곡, 아첨,
산스크리트어: māyā,
영어: pretense,
deceit,
dissimilation)은 이양(利養: 이익)을 탐착(耽著)하는, 탐(貪)과 치(癡)의 마음작용의 일부인, 은(隱) 즉 숨김 즉 방편을 거짓으로 시설하여 실제의 과악(過惡)을 숨기는 것 즉 '가장(假裝)하여 숨김'을 본질적 성질[體]로 하고, 정교수(正教授) 즉 스승 등이 바른 가르침을 주는 것을 장애하는 것을 본질적 작용[業]으로 하는 마음작용이다.
《잡집론》의 해설에 따르면, '방편을 거짓으로 시설하여 실제의 과악(過惡)을 숨긴다[矯設方便隱實過惡]'는 것은 다른 일을 핑계대어 나머지 일을 회피하는 것을 말한다.
'정교수를 장애한다[障正教授]'는 것은 지은 과악(過惡)을 사실 그대로 드러내지 않음으로 인하여 그 과악을 바로잡을 수 있는 바른 가르침을 스승 등이 줄 수 없게 되는 것을 말한다.

#### (40) 교(憍)
교(憍, 교만, 오염된 기쁨,
산스크리트어: mada,
팔리어: mada,
영어: self-satisfaction,
self-infatuation,
mental inflation,
smugness,
conceit)는 젊음[少年] · 건강[無病] · 장수(長壽) 등의 상태[相]를 소의로 하여 일어나거나 혹은 어떤 유루(有漏)의 영화롭고 이익되는 일을 득함에 따라 일어나는, 탐(貪)의 마음작용의 일부인, 심열예(心悅豫) 즉 마음의 기뻐하고 즐거워함을 본질적 성질[體]로 하고, 일체의 근본번뇌와 수번뇌의 소의가 되는 것을 본질적 작용[業]으로 하는 마음작용이다.
《잡집론》의 해설에 따르면, '장수의 상태[長壽相]를 열예(悅豫)한다'는 것은 아직 죽지 않았음에 대한 자각[覺]을 선행하는 행위로 하여 일어나는 '아직 죽지 않았다는 생각'의 어떤 분별을 말하는데, 이 분별로 인하여 수명(壽命)에 대한 교만[憍]과 방일[逸]이 생겨나게 된다.
'어떤 유루(有漏)의 영화롭고 이익되는 일'은 문벌[族] · 카스트[姓] · 신체능력[色力: 운동능력] · 총명함[聰叡] · 부유함[財富] · 역량[自在] 등을 말한다.
'열예(悅豫)' 즉 '기뻐하고 즐거워함'은 염희(染喜) 즉 오염된 기쁨의 차별(差別)이다. 즉 오염된 기쁨 또는 오염된 즐거움의 한 상태, 즉 분위차별이다.

#### (41) 해(害)
해(害, 핍박, 해침, 손뇌,
산스크리트어: vihiṃsā,
영어: hostility,
cruelty,
intention to harm,
spirit of violence)는 진(瞋)의 마음작용의 일부인, 무애(無哀) · 무비(無悲) · 무민(無愍) 즉 애처롭게 여기지 않음 · 가엾게 여기지 않음 · 가련하게 여기지 않음을 본질적 성질[體]로 하고, 유정을 손뇌(損惱)하는 것 즉 유정에게 손상을 입히거나 괴롭히는 것을 본질적 작용[業]으로 하는 마음작용이다.

#### (42) 무참(無慚)
무참(無慚, 스스로에게 부끄러워하지 않음, 공경하지 않음,
산스크리트어: āhrīkya,
ahrī,
팔리어: ahirika,
영어: lack of shame,
lack of consciousness,
consciencelessness,
shamelessness,
disrespect)은 탐(貪) · 진(瞋) · 치(癡)의 마음작용의 일부인, 불자치(不自羞) 즉 갖가지의 지은 과악(過惡)에 대하여 스스로에게 부끄러워하지 않는 것을 본질적 성질[體]로 하고, 일체의 근본번뇌와 수번뇌의 조반(助伴: 보조력)이 되는 것을 본질적 작용[業]으로 하는 마음작용이다.

#### (43) 무괴(無愧)
무괴(無愧, 남에게 부끄러워하지 않음, 뉘우치지 않음, 두려워하지 않음,
산스크리트어: anapatrāpya,
atrapā,
팔리어: anottappa,
영어: lack of propriety,
disregard,
shamelessness)는 탐(貪) · 진(瞋) · 치(癡)의 마음작용의 일부인, 불치타(不羞他) 즉 갖가지의 지은 과악(過惡)에 대하여 남에게 부끄러워하지 않는 것을 본질적 성질[體]로 하고, 일체의 근본번뇌와 수번뇌의 조반(助伴: 보조력)이 되는 것을 본질적 작용[業]으로 하는 마음작용이다. 무참(無慚)과 무괴(無愧)는 그 본질적 작용이 동일하다.

#### (44) 혼침(惛沈)
혼침(惛沈, 몽매함, 침울함, 어두움, 무거움,
감당할 능력이 없음, 민활하지 못함,
산스크리트어: styāna,
팔리어: thīna,
영어: lethargy,
gloominess,
foggymindedness,
torpor)은 우치(愚癡) 즉 치(癡)의 마음작용의 일부인, 심무감임(心無堪任) 즉 마음의 감당할 능력이 없음 또는 마음의 민활하지 못함을 본질적 성질[體]로 하고, 비발사나(毘缽舍那) 즉 관(觀)을 장애하는 것을 본질적 작용[業]으로 하는 마음작용이다.

#### (45) 도거(掉擧)
도거(掉擧, 고요하지 않음, 들뜸,
산스크리트어: auddhatya,
팔리어: uddhacca,
영어: excitement,
restlessness,
ebullience,
flightiness of mind, dissipation)는 탐(貪)과 욕(欲)의 마음작용의 일부인, 심부적정(心不寂靜) 즉 염정상(念淨相)에 따라 일어나는 마음의 고요하지 않음을 본질적 성질[體]로 하고, 사마타(奢摩他) 즉 지(止) 장애하는 것을 본질적 작용[業]으로 하는 마음작용이다.
《잡집론》의 해설에 따르면, '염정상에 따라[隨念淨相]' 즉 '청정한 상을 기억[念]하는 것을 따라'는 청정한 상 즉 과거의 즐겁고 기뻤던 일[戲笑] 등을 추억하여 탐(貪)과 욕(欲)을 내고 이에 따라 마음이 고요하지 않게[心不寂靜] 되는 것을 말한다.

#### (46) 불신(不信)
불신(不信, 믿지 않음, 인가하지 않음, 청정하지 않음, 희망하지 않음,
산스크리트어: āśraddhya,
영어: lack of faith,
lack of trust,
disbelieving a fact, disbelief)은 우치(愚癡) 즉 치(癡)의 마음작용의 일부인, 온갖 선법(善法)에 대한 심불인가(心不忍可) · 심불청정(心不清淨) · 심불희망(心不希望)을 본질적 성질[體]로 하고, 즉 선법을 인가하지 않음 · 선법에 대해 청정하지 않음(즉, 선법과 계합하지 않음) · 선법을 희망하지 않음을 본질적 성질[體]로 하고, 해태(懈怠)의 마음작용의 소의가 되는 것을 본질적 작용[業]으로 하는 마음작용이다.
《잡집론》의 해설에 따르면, '해태(懈怠)의 마음작용의 소의가 된다'는 것은 불신(不信)으로 인해 방편(方便)과 가행(加行)과 낙욕(樂欲)이 있지 않게 되는 것을 말한다. 즉, 선법(善法)에 대한 심불인가(心不忍可)로 인해 방편(方便) 즉 선법을 성취하기 위해 닦을 수행법이 없게 되고, 선법에 대한 심불청정(心不清淨)으로 인해 가행(加行) 즉 선법에 지극히 계합하려는 노력이 없게 되고, 선법에 대한 심불희망(心不希望)으로 인해 낙욕(樂欲) 즉 선법을 희구하는 선한 욕구가 없게 된다.

#### (47) 해태(懈怠)
해태(懈怠, 게으름, 책려하지 않음, 노력하지 않음,
산스크리트어: kausīdya,
팔리어: kusīta,
영어: laziness,
slothfulness,
spiritual sloth, idleness)는 우치(愚癡) 즉 치(癡)의 마음작용의 일부인, 심불책려(心不策勵) 즉 잠자거나 눕는 것을 즐거움으로 삼는 마음의 책려하지 않음 또는 마음의 노력하지 않음을 본질적 성질[體]로 하고, 방편(方便)과 선품(善品)을 닦는 것을 장애하는 것을 본질적 작용[業]으로 하는 마음작용이다.

#### (48) 방일(放逸)
방일(放逸, 노는 것, 불성실, 포기,
선법을 닦지 않음, 마음을 방호하지 않음,
산스크리트어: pramāda,
영어: heedlessness,
carelessness,
unconcern,
non-diligence)은 해태(懈怠) · 탐(貪) · 진(瞋) · 치(癡)의 마음작용이 소의가 되어 일어나는 불수선법(不修善法)과 심불방호(心不防護)를 본질적 성질[體]로 하고, 즉 선법을 닦지 않는 것과 유루법에 대하여 마음을 방호하지 않는 것을 본질적 성질[體]로 하고, 증악손선(增惡損善) 즉 악(惡)을 증장시키고 선(善)을 감손시킴의 소의가 되는 것을 본질적 작용[業]으로 하는 마음작용이다.

#### (49) 망념(忘念)
망념(忘念, 실념, 염오념, 그릇된 염, 오염된 염,
관을 놓침, 정념을 놓침, 4념처를 놓침,
산스크리트어: muṣitasmṛtitā,
영어: forgetfulness)은 갖가지 번뇌와 상응하고 있는 상태의 염(念)을 본질적 성질[體]로 하고, 산란(散亂)의 소의가 되는 것을 본질적 작용[業]으로 하는 마음작용이다.

#### (50) 부정지(不正知)
부정지(不正知, 염오혜, 악혜, 그릇된 이해, 그릇된 앎,
오염된 이해, 오염된 앎, 바르게 알지 못함, 바르지 않은 앎,
산스크리트어: asaṃprajanya,
영어: non-alertness,
inattentiveness)는 갖가지 번뇌와 상응하고 있는 상태의 혜(慧)를 본질적 성질[體]로 하는 마음작용으로, 이런 상태의 혜(慧)로 인하여 바른 앎이 없는 상태[不正知]의 신행(身行) · 어행(語行) · 심행(心行)의 3행을 일으키게 된다. 부정지(不正知)는 훼범(毀犯) 즉 죄(罪)의 소의가 되는 것을 본질적 작용[業]으로 하는 마음작용이다.
《잡집론》의 해설에 따르면, '바른 앎이 없는 상태의 신행(身行) · 어행(語行) · 심행(心行)의 3행[不正知身語心行]'은 왕래(往來) 등의 일에 대해 그릇되이 관찰하여 그 결과 해야 할 일[應作]과 하지 말아야 할 일[不應作]을 명확히 알지 못하고, 따라서, 대부분의 행(行)에 있어서 훼범하는 것을 말한다. 즉, 갖가지3행을 지음에 있어, 해야 할 일과 해서는 안 될 일을 알지 못하므로 그 결과 대다수의 경우에서 죄를 짓는 것을 말한다.

#### (51) 산란(散亂)
산란(散亂, 마음의 분산, 마음의 흐트러짐,
염오등지, 염오삼마지, 그릇된 등지, 그릇된 삼마지, 오염된 등지, 오염된 삼마지,
산스크리트어: vikṣepa,
영어: distraction,
desultoriness)은 탐(貪) · 진(瞋) · 치(癡)의 마음작용의 일부인, 심유산(心流散) 즉 마음의 흐트러짐을 본질적 성질[體]로 하고, 능히 이욕(離欲) 즉 욕계를 떠남을 장애하는 것을 본질적 작용[業]으로 하는 마음작용이다.
《집론》과 《잡집론》에 따르면, 산란(散亂)은 다음의 6종산란(六種散亂)으로 나뉜다.
- 자성산란(自性散亂): 5식신(五識身) 즉 안식 · 이식 · 비식 · 설식 · 신식의 전5식을 말한다. 전5식은 그 본질[自性]상 외부를 향한 것이어서 내적인 정정(靜定)의 공능을 가지지 않는다.
- 외산란(外散亂): 선법을 지금 닦는 중에[正修善時], 마음이 치산(馳散)하여 5묘욕(五妙欲)에 머무는 것을 말한다.
- 내산란(內散亂): 선법을 지금 닦는 중에[正修善時], 혼침(惛沈) · 도거(掉擧) 또는 미착(味著)을 일으키는 것을 말한다.
- 상산란(相散亂): 다른 사람에게 선정력이 있다고 믿게 하기 위해, 선정력이 없는데도 마치 있는 것처럼 다른 사람에게 선법을 닦는 것을 거짓되이 내보이는 것을 말한다.
- 추중산란(麤重散亂): 선법을 닦는 중에[修善法時] 집수(執受) · 간잡(間雜) · 취상(取相)을 일으키는 것을 말한다.
- 작의산란(作意散亂): 다른 승[餘乘]이나 다른 선정[餘定]에 들어가서 예전에 익힌 바를 버리게 되면 이로 인해 산란이 일어난다는 것을 말한다.

### 부정심소(不定心所: 4가지)

#### (52) 수면(睡眠)
수면(睡眠, 잠, 흐릿함, 약화됨, 자유로이 움직이지 못함,
산스크리트어: middha,
팔리어: middha,
영어: torpor,
sleep,
drowsiness,
apathy)은 수면인연(睡眠因緣) 즉 수면의 직접적 · 간접적 원인을 소의로 하여 일어나는, 우치(愚癡) 즉 치(癡)의 마음작용의 일부인, 심략(心略) 즉 마음의 약화된 상태를 본질적 성질[體]로 하고, 월실가작(越失可作) 즉 지을 수 있는 것을 떨어뜨리고 잃어버리는 것의 소의가 되는 것을 본질적 작용[業]으로 하는 마음작용이다.
《집론》과 《잡집론》에 따르면, 수면(睡眠) 즉 심략(心略) 즉 마음의 약화된 상태는 선(善) · 불선(不善) · 무기(無記)에 통하고, 시(時) · 비시(非時)에 통하고, 응이(應爾) · 불응이(不應爾)에 통한다.
《잡집론》의 해설에 따르면, 수면인연(睡眠因緣) 즉 수면의 직접적 · 간접적 원인은 수인연(睡因緣)이라고도 하는데, 이것은 다음의 것들 등을 말한다.
- 이(羸: 파리함) · 수(瘦: 여윔) · 피(疲: 피곤함) · 권(倦: 진력이 남)의 몸의 가라앉고 무거움[身分沈重]으로 인해 잠드는 것
- 생각하는 일이 어두워지고 갖가지 짓는 바를 버리는 것[思惟闇相捨諸所作]으로 인해 잠드는 것, 즉 정신적으로 피곤하여 더 이상 생각할 수 없는 상태가 되어 잠드는 것, 예를 들어, 공부하다가 꾸벅꾸벅 조는 것
- 이러한 일들이 반복되어 습관적으로 잠에 들게 되는 것[曾數此時串習睡眠], 예를 들어, 매일 밤 잠자는 것
- 주술이나 신통력에 의해 잠드는 것[他咒術神力所引]
- 부채를 부쳐 시원한 바람이 불게 하여 잠드는 것[因動扇涼風吹]

'우치(愚癡) 즉 치(癡)의 마음작용의 일부'라는 것은 수면(睡眠) 즉 심략(心略) 즉 마음의 약화된 상태는 선정[定]과 다르다는 것을 말한다.
'선(善) · 불선(不善) · 무기(無記)에 통한다'는 것은 수면(睡眠) 즉 심략(心略) 즉 마음의 약화된 상태가 반드시 '우치(愚癡) 즉 치(癡)의 마음작용의 일부'인 것은 아니라는 것을 말한다.
'시(時) · 비시(非時)에 통한다'는 것에서 시(時)는 밤을 뜻하고 비시(非時)는 밤이 아닌 때를 뜻한다. 즉, 밤에 잠들기도 하고 밤이 아닌 때에 잠들기도 한다는 것을 말한다. 즉, 수면(睡眠) 즉 심략(心略) 즉 마음의 약화된 상태가 언제나 밤에만 일어나는 것은 아니라는 것을 뜻한다.
'응이(應爾) · 불응이(不應爾)에 통한다'는 것에서 응이(應爾)는 '허용되는 때'를 뜻하는데, 예를 들어, 질병이나 휴양하기 위한 경우에서의 비시(非時)를 말한다. 불응이(不應爾)은 응이(應爾) 외의 그 밖의 다른 시간을 말한다.
'월실가작(越失可作) 즉 지을 수 있는 것을 떨어뜨리고 잃어버리는 것의 소의가 되는 것을 본질적 작용[業]으로 한다'는 것은 수면(睡眠)의 수번뇌성(隨煩惱性)에 의거하여 수면(睡眠)의 본질적 작용[業]을 설명한 것이다. 즉, 수면(睡眠)은 원칙적으로는 부정심소에 속한 것인데, 수번뇌 가운데 하나로서의 수면(睡眠) 즉 수번뇌심소에 속한 여러 법들 가운데 하나로서의 수면(睡眠)이라는 입장에서 수면(睡眠)의 본질적 작용[業]을 설명한 것이다.

#### (53) 악작(惡作)
악작(惡作, 후회, 추회
산스크리트어: kaukṛitya,
kaukritya,
팔리어: kukkucca,
영어: regret,
worry)은 낙작(樂作) · 불락작(不樂作) · 응작(應作) · 불응작(不應作)을 소의로 하여 일어나는, 우치(愚癡) 즉 치(癡)의 마음작용의 일부인, 심추회(心追悔) 즉 마음의 추회 또는 마음의 후회를 본질적 성질[體]로 하고, 능히 심주(心住) 즉 마음의 머무름을 장애하는 것을 본질적 작용[業]으로 하는 마음작용이다.
《집론》과 《잡집론》에 따르면, 수면(睡眠) 즉 심략(心略) 즉 마음의 약화된 상태는 선(善) · 불선(不善) · 무기(無記)에 통하고, 시(時) · 비시(非時)에 통하고, 응이(應爾) · 불응이(不應爾)에 통한다.
《잡집론》의 해설에 따르면, '낙작(樂作)'은 낙욕(樂欲) 즉 자발적 욕구를 바탕으로 하여 짓는 선행(善行) 또는 악행(惡行)을 말한다.
'불락작(不樂作)'은 자신외의 다른 세력이나 여러 번뇌에 의해 내몰리거나 핍박을 받아서 짓는, 이들 세력이나 번뇌에 상응하는 성질의 선행(善行) 또는 악행(惡行)을 말한다.
'우치(愚癡) 즉 치(癡)의 마음작용의 일부'라는 것은 번뇌성의 악작(惡作)은 수번뇌에 속한다는 것을 말한다.
'시(時)'는 출리(出離)하기까지의 시간을 말하고, '비시(非時)'는 출리(出離) 이후를 말한다. 즉, 출리(出離)하기까지의 시간에서도 출리(出離) 후의 시간에서도 악작 즉 후회가 일어날 수 있다는 것을 말한다.
'응이(應爾)'는 시처(是處) 즉 이치에 합당한 것을 말하고, '불응이(不應爾)'는 비처(非處) 즉 이치에 합당하지 않은 것을 말한다. 즉, 이치에 합당한 것에 대해서도 이치에 합당하지 않은 것에 대해서도 악작 즉 후회가 일어날 수 있다는 것을 말한다.

#### (54) 심(尋)
심(尋, 대강의 상(相: 성질, 모습, 자성)을 분별함,
거친 성질, 거친 움직임,
산스크리트어: vitarka,
vitarkah,
팔리어: vitakka,
영어: conception,
selectiveness,
gross detection,
examination,
application of thought,
applied thinking,
initial application,
grossness of the mind)은 사(思) 또는 혜(慧)의 마음작용을 소의로 하여 일어나는, 심추전(心麤轉) 즉 의언(意言: 뜻의 말, 마음속의 단어)을 심구(尋求)하는 마음의 거친 움직임을 본질적 성질[體]로 하고, 안주(安住) · 불안주(不安住)의 소의가 되는 것을 본질적 작용[業]으로 하는 마음작용이다. 심(尋)과 사(伺)는 그 본질적 작용[業]이 동일하다.
《잡집론》의 해설에 따르면, 추탁(推度)의 대상 즉 추리하여 판단해야 할 대상에 대해서는 심(尋)의 마음작용은 사(思)를 소의로 하여 대상의 행상(行相)을 추구(追求: 뒤쫓아 구함)하여서 의언(意言)을 분별(分別)한다.
불추탁(不推度)의 대상 즉 추리하여 판단해야 할 것이 아닌 대상에 대해서는 심(尋)의 마음작용은 혜(慧)를 소의로 하여 대상의 행상(行相)을 추구(追求: 뒤쫓아 구함)하여서 의언(意言)을 분별(分別)한다.
심(尋)과 사(伺)는 그 행상(行相)이 서로 유사[相類]하기 때문에, 거친 성질인지 세밀한 성질인지에 의해서만 즉 심추전(心麤轉)인지 심세전(心細轉)인지의 차별에 의해서만 서로 구별된다.

#### (55) 사(伺)
사(伺, 자세한 상(相: 성질, 모습, 자성)을 분별함,
세밀한 성질, 세밀한 움직임,
산스크리트어: vicara,
팔리어: vicāra,
영어: discernment,
discursiveness,
analysis,
sustained application,
sustained thinking,
selectiveness,
subtle discernment,
subtlety of the mind)는 사(思) 또는 혜(慧)의 마음작용을 소의로 하여 일어나는, 심세전(心細轉) 즉 의언(意言: 뜻의 말, 마음속의 단어)을 사찰(伺察)하는 마음의 세밀한 움직임을 본질적 성질[體]로 하고, 안주(安住) · 불안주(不安住)의 소의가 되는 것을 본질적 작용[業]으로 하는 마음작용이다. 심(尋)과 사(伺)는 그 본질적 작용[業]이 동일하다.
《잡집론》의 해설에 따르면, 추탁(推度)의 대상 즉 추리하여 판단해야 할 대상에 대해서는 사(伺)의 마음작용은 사(思)를 소의로 하여 대상의 행상(行相)을 사찰(伺察: 세밀하게 살펴봄)하여서 의언(意言)을 분별(分別)한다.
불추탁(不推度)의 대상 즉 추리하여 판단해야 할 것이 아닌 대상에 대해서는 사(伺)의 마음작용은 혜(慧)를 소의로 하여 대상의 행상(行相)을 사찰(伺察: 세밀하게 살펴봄)하여서 의언(意言)을 분별(分別)한다.
심(尋)과 사(伺)는 그 행상(行相)이 서로 유사[相類]하기 때문에, 거친 성질인지 세밀한 성질인지에 의해서만 즉 심추전(心麤轉)인지 심세전(心細轉)인지의 차별에 의해서만 서로 구별된다.

## 같이 보기
- 대승아비달마집론
- 대승아비달마잡집론
- 마음작용
  - 부파불교의 설일체유부
    - 마음작용 (아비달마품류족론)
    - 마음작용 (아비달마구사론)
    - 마음작용 (아비달마순정리론)
    - 마음작용 (아비달마장현종론)

  - 대승불교의 유식유가행파
    - 마음작용 (유가사지론)
    - 마음작용 (현양성교론)
    - 마음작용 (대승아비달마집론·잡집론)
    - 마음작용 (대승오온론·광오온론)
    - 마음작용 (대승백법명문론·해)
    - 마음작용 (성유식론)
- 심불상응행법 (대승아비달마집론·잡집론)

## 참고 문헌
- 이 문서에는 다음커뮤니케이션(현 카카오)에서 GFDL 또는 CC-SA 라이선스로 배포한 글로벌 세계대백과사전의 내용을 기초로 작성된 글이 포함되어 있습니다.
- 곽철환 (2003). 《시공 불교사전》. 시공사 / 네이버 지식백과. |title=에 외부 링크가 있음 (도움말)
- 무착 지음, 현장 한역 (K.571, T.1602). 《현양성교론》. 한글대장경 검색시스템 - 전자불전연구소 / 동국역경원. K.571(16-1), T.1602(31-480). |title=에 외부 링크가 있음 (도움말)
- 무착 지음, 현장 한역, 이한정 번역 (K.572, T.1605). 《대승아비달마집론》. 한글대장경 검색시스템 - 전자불전연구소 / 동국역경원. K.572(16-157), T.1605(31-663). |title=에 외부 링크가 있음 (도움말)
- 안혜 지음, 현장 한역, 이한정 번역 (K.576, T.1605). 《대승아비달마잡집론》. 한글대장경 검색시스템 - 전자불전연구소 / 동국역경원. K.576(16-228), T.1606(31-694). |title=에 외부 링크가 있음 (도움말)
- 운허.  동국역경원 편집, 편집. 《불교 사전》. |title=에 외부 링크가 있음 (도움말)
- 황욱 (1999). 《무착[Asaṅga]의 유식학설 연구》. 동국대학원 불교학과 박사학위논문.
- (중국어) 무착 조, 현장 한역 (T.1602). 《현양성교론(顯揚聖教論)》. 대정신수대장경. T31, No. 1602, CBETA. |title=에 외부 링크가 있음 (도움말)
- (중국어) 무착 조, 현장 한역 (T.1605). 《대승아비달마집론(大乘阿毘達磨集論)》. 대정신수대장경. T31, No. 1605, CBETA. |title=에 외부 링크가 있음 (도움말)
- (중국어) 佛門網. 《佛學辭典(불학사전)》. |title=에 외부 링크가 있음 (도움말)
- (중국어) 星雲. 《佛光大辭典(불광대사전)》 3판. |title=에 외부 링크가 있음 (도움말)
- (중국어) 안혜 조, 현장 한역 (T.1606). 《대승아비달마잡집론(大乘阿毘達磨雜集論)》. 대정신수대장경. T31, No. 1606, CBETA. |title=에 외부 링크가 있음 (도움말)

## 주해
1. ↑  다음은 2013년 4월 1일 기준의 영어 위키백과 에서의 무착에 대한 설명이다. 충분한 출처가 제공되어 있으므로 그대로 인용하였다.

Asaṅga was born as the son of a Kṣatriya father and Brahmin mother[2] in Puruṣapura (present day Peshawar in Pakistan), which at that time was part of the ancient kingdom of Gandhāra. Current scholarship places him in the fourth century CE. He was perhaps originally a member of the Mahīśāsaka school or the Mūlasarvāstivāda school but later converted to Mahāyāna.[3] According to some scholars, Asaṅga's frameworks for abhidharma writings retained many underlying Mahīśāsaka traits.[4] André Bareau writes:[5]
[It is] sufficiently obvious that Asaṅga had been a Mahīśāsaka when he was a young monk, and that he incorporated a large part of the doctrinal opinions proper to this school within his own work after he became a great master of the Mahāyāna, when he made up what can be considered as a new and Mahāyānist 《Abhidharma-piṭaka》.

In the record of his journeys through the kingdoms of India, Xuanzang wrote that Asaṅga was initially a Mahīśāsaka monk, but soon turned toward the Mahāyāna teachings.[6] Asaṅga had a half-brother, Vasubandhu, who was a monk from the Sarvāstivāda school. Vasubandhu is said to have taken up Mahāyāna Buddhism after meeting with Asaṅga and one of Asaṅga's disciples.[7]